# آلبرتو میلگو
آلبرتو میلگو (زاده ۲۹ آوریل ۱۹۷۹) کارگردان و انیماتور اسپانیایی است. افتخارات او شامل یک جایزه اسکار، چهار جایزه امی و دو جایزه آنی است. اولین کارگردانی خود را با انیمیشن کوتاه «شاهد» که برای گلچین نت‌فلیکس ساخته شد: عشق، مرگ و روبات‌ها انجام داد.

## جوایز
در مارس ۲۰۲۲، او برای برف پاک کن (انیمیشن) برنده جایزه اسکار بهترین پویانمایی کوتاه شد.